# Volta a l'Alta Àustria
La Volta a l'Alta Àustria (en alemany Oberösterreich-Rundfahrt) és una cursa ciclista per etapes que es disputa anualment per les carreteres del land austríac de l'Alta Àustria. La primera edició es va disputar el 2001. Forma part de l'UCI Europa Tour amb una categoria 2.2.

## Palmarès
| Any  | Vencedor          | Segon             | Tercer                      |         |
| ---- | ----------------- | ----------------- | --------------------------- | ------- |
| 2001 | Philippe Gilbert  |                   |                             |         |
| 2002 | Stefan Rucker     |                   |                             |         |
| 2003 | Thomas Dekker     |                   |                             |         |
| 2004 | Martin Riška      |                   |                             |         |
| 2005 | Paul Crake        |                   |                             |         |
| 2006 | Markus Eibegger   |                   |                             |         |
| 2007 | Marcel Siegfried  |                   |                             |         |
| 2008 | Markus Eibegger   |                   |                             |         |
| 2009 | Raymond Künzli    |                   |                             |         |
| 2010 | Leopold König     | Stanislav Kozubek | Kristijan Đurasek           |         |
| 2011 | Petr Benčík       | Erik Hoffmann     | Reto Hollenstein            |         |
| 2012 | Robert Vrečer     | Martin Schöffmann | Riccardo Zoidl              |         |
| 2013 | Riccardo Zoidl    | Markus Eibegger   | Jakub Kratochvíla           |         |
| 2014 | Patrick Konrad    | Gregor Mühlberger | Paweł Cieślik               |         |
| 2015 | Gregor Mühlberger | Marcel Meisen     | Víctor de la Parte González |         |
| 2016 | Stephan Rabitsch  | Nick Schultz      | Markus Eibegger             |         |
| 2017 | Stephan Rabitsch  | Riccardo Zoidl    | Markus Eibegger             |         |
| 2018 | Stephan Rabitsch  | Riccardo Zoidl    | Patrick Schelling           |         |
| 2019 | Jannik Steimle    | Stephan Rabitsch  | Markus Hoelgaard            |         |
| 2020 | suspesa           | suspesa           | suspesa                     | suspesa |
| 2021 | Alexis Guérin     | Riccardo Zoidl    | Michal Schlegel             |         |
| 2022 | Rainer Kepplinger | Alexis Guérin     | Johannes Staune-Mittet      |         |
| 2023 | Luca Vergallito   | Óscar Cabedo      | Martin Messner              |         |
| 2024 | Adrien Maire      | Riccardo Zoidl    | Aaron Dockx                 |         |